# 溝口稔
溝口 稔（みぞぐち みのる）は、日本の映画監督、脚本家、テレビドラマ・アニメ企画、音楽プロデューサー。北海道札幌市出身。

## 略歴
東京都立東大和高等学校卒業。法政大学卒業。レコード会社（Victor Entertainment〜BMG Victor（現ソニーミュージック）〜EMI MUSIC（現ユニバーサルミュージックジャパン））の音楽制作ディレクター、映像制作会社を経て株式会社エムズプランニングを設立。多田かおる原作「イタズラなKiss」（集英社別冊マーガレット連載）の映像化舞台化および海外映像化の全作品において、企画または監督・脚本などで参画している。

## 作品

### 映画
- イタズラなKiss THE MOVIE（第29回東京国際映画祭特別招待作品[4]/第19回上海国際映画祭特別招待作品[5]）
  - Part1〜ハイスクール編〜（2016年）監督・脚本[6]
  - Part2〜キャンパス編〜（2017年）監督・脚本[7]
  - Part3〜プロポーズ編〜（2017年）監督・脚本[7]
    - 番外編1.2.3（2016年）監督・脚本[8]

  - 番外編4.5（2017年）監督・脚本
- 中国映画「一吻定情」（2019年）脚本監修[9]
- お雛様のヘアカット（英題：A Haircut for the Hina Doll/短編映画2022年）監督・脚本[10]出演：田中理来　村山優香　日向野祥　大河内奈々子 - 映画祭受賞： オフィシャルセレクション数77＆ 受賞数119冠。2023年11月3日現在、35か国70以上の映画祭でノミネート（オフィシャルセレクション）選出。（フランス）ブルターニュ国際映画祭：グランプリ受賞（2022年度）、（ギリシャ）国際クレタ映画祭：最優秀観客賞（2022年）、（トルコ）ベスト・イスタンブール映画祭：最優秀監督賞（2022年5月度）、（インド）インド・グローバル国際映画祭：最優秀監督特別賞　審査員特別賞：最優秀ストーリー賞（2022年度）、（イタリア）ベスビオ国際映画祭：最優秀監督賞（2022年5月度）など、2023年度「ゆうばり国際ファンタスティック映画祭」ゆうばりチョイス溝口稔監督特集として上映
- 逢魔が時の人々（英題：People in the Twilight Zone/短編映画2023年）監督・脚本[11]出演：杉江大志　大島葉子　団長安田、2023年度「ゆうばり国際ファンタスティック映画祭」ゆうばりチョイス溝口稔監督特集として上映（インド）インド・グローバル国際映画祭：最優秀監督賞　最優秀撮影賞、最優秀ストーリー賞（2023年度）、（アメリカ）アメリカ映画芸術賞：外国語短編映画最優秀監督賞、短編映画最優秀脚本賞（2023年度）

### ドラマ
- イタズラなKiss〜Love in TOKYO
  - シーズン1（2013年）原作企画[12]
  - シーズン2（2014年）企画協力[13]

### アニメ
- アニメイタズラなKiss（2008年）企画[14] - 原作未完部分のアニメ化を実現[3]

### ラジオドラマ
- TBSラジオ文学の扉（2019年脚本大賞優秀賞受賞/筆名溝口美乃瑠）[15]

### オーディオドラマ（ボイスドラマ）
- 水樹奈々主演「イタズラなKiss～卒業編」(2013) 脚本/企画[16]
- 水樹奈々主演「イタズラなKiss～プロポーズ編」(2013) 脚本/企画
- 池田彩主演「シンフォニー王国物語」 (2020)脚本・演出・音響監督[17][18]

### ミュージックビデオ
- 森下玲可「すべて好きだったことも」（英題：Everything that I loved/2021年）監督・編集

（イタリア）ベスビオ国際映画祭：最優秀ミュージックビデオ賞（2022年5月度）、（シンガポール）シンガポールワールド映画祭：特別賞（2022年6月度）、（スウェーデン）ストックホルムシティ映画祭：最優秀ミュージックビデオ賞（2022年10月度）

### その他
- 「FILM MAKER LIFE」（アメリカ映画誌第45号、2023年12月発行）表紙掲載